# Spangle
Spangle – miasto w Stanach Zjednoczonych, w stanie Waszyngton, w hrabstwie Spokane.